# Ia Nan
Ia Nan là một xã thuộc tỉnh Gia Lai, Việt Nam.

## Địa lý
Xã Ia Nan có vị trí địa lý:
- Phía đông giáp thị trấn Chư Ty và xã Ia Kriêng
- Phía tây giáp Campuchia
- Phía nam giáp xã Ia Pnôn
- Phía bắc giáp xã Ia Dom.

Xã có diện tích 90,99 km², dân số năm 1999 là 5016 người, mật độ dân số đạt 55 người/km².

## Hành chính
Xã Ia Nan được chia thành 6 thôn: Đức Hưng, Ia Boong, Ia Chía, Ia Đao, Ia Kle, Ia Nhú và 3 làng: Nú (Plei Girao Kot), Sơn, Tung (plei Girao Xia).

## Lịch sử
Ngày 30 tháng 5 năm 1988, Hội đồng Bộ trưởng ban hành Quyết định số 96-HĐBT về việc thành lập xã Ia Nan có 3 làng là Nũ, Mók và Tung với 11.354 hécta diện tích tự nhiên và 1.604 nhân khẩu của xã Ia Pnôn.
Ngày 15 tháng 10 năm 1991, Hội đồng Bộ trưởng ban hành Quyết định số 315-HĐBT về việc chuyển xã Ia Nan thuộc huyện Chư Prông về huyện Đức Cơ mới thành lập quản lý.